# Wyskibienie roli
Wyskibienie roli, falistość roli – stopień wypiętrzenia powierzchni roli po wykonaniu orki.
Wyskibienie określa się, przechodząc pole wzdłuż przekątnej i dokonując zwykle od 10 do 25 pomiarów. Pomiaru można dokonywać specjalnym profilomierzem lub linijką. Aby zmierzyć wyskibienie linijką, należy położyć w poprzek grzbietów listwę (najlepiej z podziałką co 5 cm), następnie  przy każdym znaku podziałki zmierzyć odległość w pionie między listwą a powierzchnią gleby i na podstawie pomiarów sporządzić wykres profilu powierzchni gleby.